# Simone de Beauvoir
Simone de Beauvoir [výslovnost si:ˈmɔn də bo:ˈvwa:ʀ], celým jménem Simone-Lucie-Ernestine-Marie Bertrand de Beauvoir, česky též Simone de Beauvoirová nebo Simone Beauvoirová (9. ledna 1908 Paříž, Francie – 14. dubna 1986 Paříž), byla významná francouzská spisovatelka, myslitelka, filozofka, feministka a existencialistka. Její jméno je dodnes spojováno s přispěním k emancipačním snahám žen, feministickou a sociální teorií a svobodomyslným způsobem života.

## Život
Simone de Beauvoir (celým jménem Simone-Lucie-Ernestine-Marie Bertrand de Beauvoir) se narodila v zámožné měšťanské rodině. Její otec byl právník s uměleckými sklony, její matka byla katolicky založená. Po první světové válce životní úroveň rodiny poklesla, ale přesto si matka prosadila, aby byla Simone i se svou sestrou poslána do prestižní klášterní školy. Rodinné zázemí s konzervativním stylem výchovy předpokládalo naplnění tradiční ženské role, tedy vdát se, porodit děti a zasvětit svůj život rodinnému krbu. Ve 14 letech však prošla krizí víry, obrátila se k přírodě a socialismu (komunismus odmítala) a po zbytek života zastávala ateistické názory.
Již jako dítě byla Simone de Beauvoir intelektuálně velmi zdatná, proto také vystudovala matematiku a poté filosofii na prestižní pařížské univerzitě – Sorbonně. Jejím snem bylo zasvětit svůj život psaní a studiu. Během svých studií na univerzitě se připojila ke skupině myslitelů, mezi nimiž byl kromě Paula Nizana a Andrého Hermaida také Jean-Paul Sartre, s nímž de Beauvoirovou nejdříve pojilo hluboké přátelství a sdílené zájmy o filozofii, později milostný otevřený svazek – bez závazku věrnosti – až do Sartrovy smrti v roce 1980. V roce 1929 dokončila Simone de Beauvoir úspěšně studia na Sorbonně a začala se věnovat učitelské profesi. V letech 1931–1943 působila jako pedagožka filozofie na lyceích v Marseille, Rouenu a Paříži a dokonce si otevřela vlastní kurz na Sorbonně. V roce 1942 se vzdala profesorského povolání a dále se věnovala jen spisovatelské činnosti. V 70. letech 20. století se připojila k hnutí za emancipaci žen. Zemřela ve věku 78 let na zápal plic a byla pohřbena vedle svého dlouholetého druha Jean-Paula Sartra na hřbitově Montparnasse v Paříži.

## Simone de Beauvoir a odklon od náboženství
Kritikové a biografové vidí kořeny svobodomyslného a na svou dobu odvážného společenského života Simone de Beauvoir v rodinném nastavení, kdy byla spisovatelka a filozofka chycena v pasti mezi otcovými pohanskými hodnotami a matčinými rigidními katolickými standardy. Odloučení od Boha bylo v případě Beauvoirové doprovázeno vědomím, že život je smrtelný a jedinec by si měl užít všechny radosti, které mu pozemský život nabízí. Sama se tímto životním stylem inspirovaným přírodou a levicovými názory řídila, což také determinovalo její spisovatelskou a filozofickou tvorbu.

## Vztah s Jeanem-Paulem Sartrem a emancipační snahy
Vzdělání a silné osobní přesvědčení, stejně jako výše zmíněný odklon od náboženství, významným způsobem ovlivnily životní styl Simone de Beauvoir. Sama sebe vnímala jako nezávislou, silnou osobnost, které je submisivita a konvenčnost cizí, což se projevilo i na jejím vztahu s Jean-Paulem Sartrem. Přes hlubokou úctu jednoho k druhému vytvořily tyto dvě významné osobnosti francouzského intelektuálního světa ve 30. letech otevřený svazek, který jim dovoloval milostné vztahy s jinými lidmi. De Beauvoir nechtěla vztah institucionalizovat, proto také odmítla Sartrovu nabídku k sňatku, přestože proti manželskému svazku nikdy otevřeně nebrojila.

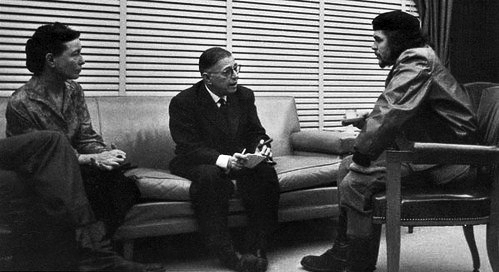
Simone de Beauvoir, Jean-Paul Sartre a Che Guevara na Kubě, 1960

Právě svým upřímným a na svou dobu velmi moderně pojatým a pokrokovým vztahem s Jean-Paulem Sartrem (krátce dokonce utvořili milostný trojúhelník s mladičkou studentkou Olgou) bourala Simone de Beauvoir tehdejší společenská tabu a narušovala tradiční stereotypy ohledně ženské role ve společnosti. Za svůj životní styl sklízela jak kritiku, tak obdiv mnoha žen, což ji v 70. letech přimělo k veřejnému prosazování emancipace. Simone de Beauvoir se stala významnou obhájkyní ženských práv a hodnot. Brojila proti způsobu, jakým je společností nahlíženo na chudé nevdané matky, a kritizovala způsob, jakým náboženská morálka svazuje svobodu jedince, tedy ženy. Své postřehy o životě a roli žen ve společnosti zpracovala v knize Le deuxième sexe (Druhé pohlaví, 1949). V knize poukazuje na tehdy mnoha ženami sdílený názor, že jsou mužskou částí společnosti považovány za „ty druhé“ a jsou k této roli ve společnosti utvářeny. Myšlenku široce rozvedla a zasadila ji do historického kontextu. Kniha je považována za jednu z nejucelenějších deklarací nezávislosti žen na mužích.

## Význam Simone de Beauvoir pro existencialismus a feministickou teorii

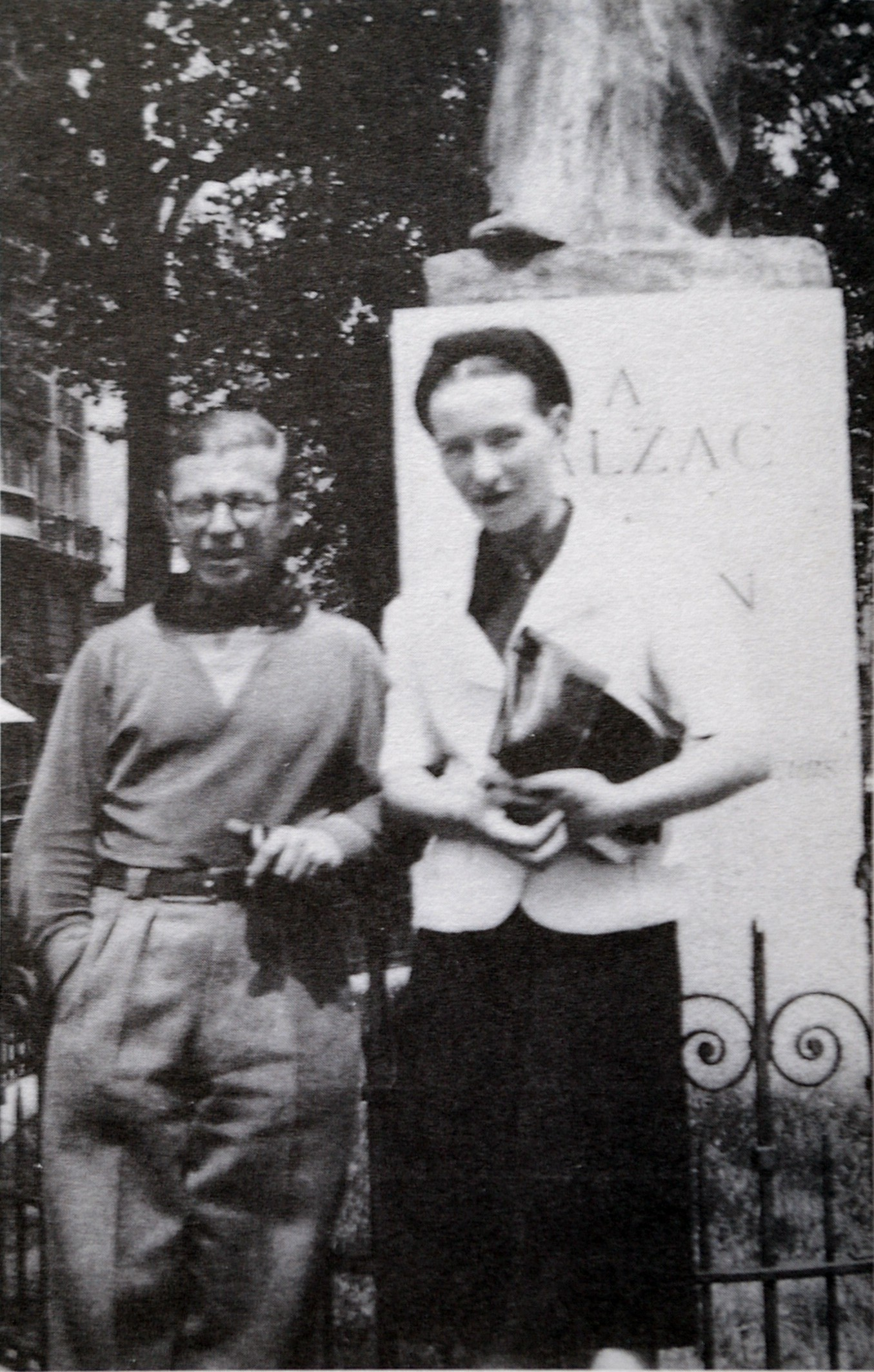
Simone de Beauvoir a Jean-Paul Sartre u Balzacova pomníku, někdy kolem roku 1930

Beauvoirová v průběhu svého života stala vyznavačkou moderního směru existencialismu, v jehož rámci formulovala hned několik důležitých myšlenek. Existencialistický směr obecně vychází z předpokladu, že jedinou daností je samotná existence člověka. Jedinec se podle existencialistů stává tím, co sám se sebou dělá, k čemu se sám rozhoduje, jak se chová, co si přeje a jak formuje svůj život vlastní aktivitou. Člověk je tedy sám odpovědný za svá rozhodnutí a podobu svého života. Simone de Beauvoir přispěla k existencialismu ženskými tématy a (sebe)reflexí ženy, což shrnula ve svém nejslavnějším esejistickém díle Druhé pohlaví. Toto dílo bylo vydáno v roce 1949 a svým poselstvím šokovalo tehdejší veřejnost. Publikace kritizuje mužské představy o roli žen, podle kterých jsou jejich osobní úspěchy v rozporu s jejich ženstvím, protože „pravá žena“ je objektem mužského plánu, je druhořadým stvořením, které je povinno přispívat k uspokojování mužských potřeb a k uskutečňování jejich životních plánů. Simone de Beauvoir s takovým rozšířeným stereotypem společenského „utváření žen“ na základě předsudků, konvencí a očekávání mužského světa nesouhlasila a brojila proti němu nejen svou esejistickou tvorbou, ale i vlastními životními rozhodnutími.
Zajímavé je, že přestože jako filozofka přispěla k několika tezím existencialistického smýšlení, sama se za existencialistu nepovažovala. Vnímala sebe samu spíše jako bojovnici za sociálně spravedlivější svět, což dokazovala i svým působením v redakci časopisu Les Temps Modernes. Veřejně kritizovala zvláště válku v Alžírsku, bojovala za bezpečnost práce v továrnách a současně obhajovala práva starých občanů a marxisticky orientované socialistické smýšlení.

## Kritické vnímání a zajímavosti
- Katolická církev zařadila její knihy Druhé pohlaví (Le Deuxième sexe) a Mandaríni (Les Mandarins) v roce 1956 na Index zakázaných knih.[5]
- Společenský rozruch způsobila roku 1941, kdy byla jako učitelka suspendována po aféře se sedmnáctiletou studentkou. V roce 1977 se spolu s dalšími osobnostmi, jako byli Jean-Paul Sartre, Roland Barthes, Michel Foucault, Jacques Derrida, Louis Althusser, Jacques Rancière, Jean-François Lyotard a další, podepsala pod petici za zrušení několika článků zákona o věkových limitech pro pohlavní styk a dekriminalizaci všech konsensuálních vztahů mezi dospělými a nezletilými mladšími než patnáct let.
- Ráda cestovala a za svůj život pracovně působila či se rekreovala v Číně, SSSR, Japonsku, Egyptě, Izraeli, Brazílii a na Kubě.
- V roce 1971 napsala a spolu s dalšími slavnými ženami (např. Catherine Deneuve) podepsala Manifest 343 cour, ve kterém se signatářky hlásily k absolvování tehdy nezákonného potratu.
- Americký překlad jejího stěžejního díla Druhé pohlaví (1949) byl velmi nepřesný, vinou čehož se ztratila hlavní myšlenka autorky.
- Po smrti se stala ještě slavnější než za života, po roce 1986 byla nazývána „matkou feminismu“.
- Na její počest byl pojmenován most pro pěší Passerelle Simone-de-Beauvoir přes řeku Seine mezi 12. a 13. pařížským obvodem (arrondissement). Je to 37. most přes řeku v Paříži.

## Literární tvorba
Literární tvorba Simone de Beauvoir je silně ovlivněna filozofickým základem, stejně jako existencialistickými impulzy, studiem postavení žen ve francouzské společnosti a vlastními zážitky. Autorka do svých děl, která bývají charakterizována jako tzv. angažovaná literatura (žánr na pomezí filozofie a beletrie), často projektovala vlastní životní zkušenosti, názory a postoje, což dohromady s jejím racionálním uvažováním a objektivním realistickým nazíráním na svět vytvořilo unikátní kombinaci obsahu děl. Hlavním tématem jejích prací esejistických, filozofických či beletristických je morálka společnosti vzhledem k postavení žen, všeobecná emancipace a sociální spravedlnost.

## Přehled děl
- 1943, L'Invitée, Paris: Gallimard. Pozvaná – první román v duchu existencialismu hovořící o beletrizovaném trojúhelníkovém vztahu mezi autorkou, Sartrem a studentkou Olgou. V knize odhaluje autorka nechuť k tradičnímu buržoaznímu způsobu života, ve kterém vyrůstala, a touhu po partnerské harmonii. Dochází ale k závěru, že naprosté sjednocení dvou jedinců je nemožné – existují chvíle, kdy je každý z nás osamocen.
- 1944, Pyrrhus et Cinéas, Paris: Gallimard. Pyrrhus rozmlouvá s Kineou – dílem začalo období, které sama autorka nazývá jako „morální fáze života“.
- 1945, “La Phénoménologie de la perception de Maurice Merleau-Ponty”, Les Temps modernes, 1:363-67.
- 1945, Le Sang des autres, Paris: Gallimard. Krev těch druhých – román.
- 1945, Les Bouches inutiles, Paris: Gallimard.
- 1946, “Littérature et métaphysique”, Les Temps modernes, 1: 1153–63.
- 1946, Tous les homes sont mortels, Paris: Gallimard.
- 1947, Pour une morale de l'ambigüité, Paris: Gallimard. Etika dvojznačnosti – filozofická práce představující vrchol jejího moralistického období.
- 1948, L'Amerique au jour le jour, Paris: Editions Paul Marihein.
- 1948, L'Existentialisme et la sagesse des nations, Paris: Nagel.
- 1949, Le Deuxième sexe, Paris: Gallimard. Druhé pohlaví – esejistická kniha, její nejvýznamnější a světově nejproslulejší dílo, zabývá se v ní (z hlediska existencialistické filosofie) problémem postavení žen ve společnosti. Publikace kritizuje fakt, že v minulosti byly ženy považovány za něco nenormálního, zatímco muž byl ideálem. Autorka se snaží dokázat, že takové myšlení je špatné, neboť implikuje, že ženy jsou nějakou odchylkou od normálu a normalitu by se měly snažit napodobovat. Kniha sehrála významnou roli při utváření emancipačního hnutí v západní Evropě na přelomu 60. a 70. let.
- 1951, “Faut-il brûler Sade?”, Les Temps modernes, 74: 1002–33.
- 1952, “Faut-il brûler Sade?”, Les Temps modernes, 75: 1197–230.
- 1954, Les Mandarins, Paris: Gallimard. Mandaríni – románová kronika levicové inteligence ve Francii po druhé světové válce
- 1955, “Merleau-Ponty et le pseudo-sartrisme”, Les Temps modernes, 10: 2072–122.
- 1955, Privilèges, Paris: Gallimard.
- 1957, La Longue marche, essai sur la Chine, Paris: Gallimard.
- 1958, Mémoires d'une jeune fille rangée, Paris: Gallimard. Paměti spořádané dívky.
- 1960, La Force de l'âge, Paris: Gallimard. V nejlepších letech – román inspirovaný vztahem se Sartrem, kde autorka rozlišuje vztahové myšlení typu „já“ a „my“.
- 1962, “Preface”, in Djamila Boupacha, S. de Beauvoir and G. Halimi, Paris: Gallimard.
- 1963, La Force des choses, Paris: Gallimard. Síla okolností – román, v němž líčí svůj a Sartrův myšlenkový vývoj.
- 1964, “Preface”, in La Bâtarde, V. Leduc, Paris: Gallimard.
- 1964, Une Mort très douce, Paris: Gallimard. Velice lehká smrt – román popisující poslední dny její matky.
- 1965, “Que peut la littérature?”, Le Monde, 249: 73–92.
- 1966, “Preface”, in Tréblinka, J. Steiner, Paris: Fayard.
- 1966, Les Belles images, Paris: Gallimard.
- 1967, La Femme rompue, Paris: Gallimard.
- 1970, La Vieillesse, Paris: Gallimard.
- 1972, Tout compte fait, Paris: Gallimard. Zúčtování – román, v němž podává bilanci svého spisovatelského života.
- 1979, Quand prime le spirituel, Paris: Gallimard.
- 1979, “Mon expérience d'écrivain (September 1966)”, in Les Écrits de Simone de Beauvoir, C. Francis and F. Gontier, Paris: Gallimard.
- 1981, La Cérémonie des adieux, suivi de Entretiens avec Jean-Paul Sartre, Août-Septembre 1974, Paris: Gallimard. Obřad odloučení – román, který je jakousi beletristickou vzpomínkou na Sartra.
- 1985, “Préface”, in Shoah, C. Lanzmann, Paris: Fayard.